# Harry Hodson
Henry Vincent Hodson, detto Harry (Edmonton, 12 maggio 1906 – Kensington e Chelsea, 26 marzo 1999), è stato un economista e giornalista britannico.

## Carriera
Hodson è nato a Edmonton, Londra. Fu educato alla Gresham's School, Holt, e al Balliol College, Oxford, diventando Fellow of All Souls College, Oxford, nel 1928. In seguito è stato membro dell'Economic Advisory Council e redattore di The Round Table dal 1934 al 1939. Fu Direttore della Divisione Impero del Ministero dell'Informazione britannico dal 1939 al 1941; in seguito divenne Commissario per le Riforme del Governo dell'India.
Nel 1942, dopo essere ritornato in Inghilterra, fu nominato assistente segretario principale e in seguito capo delle non munizioni, presso il Ministero delle trasmissioni fino al 1945.
Alla fine della seconda guerra mondiale tornò al giornalismo, divenendo vicedirettore del Sunday Times, dove fu redattore dal 1950 al 1961. È stato poi redattore del The Annual Register dal 1973 fino al suo ritiro nel 1988. Morì il 26 marzo 1999.
Dal 1927, Hodson fu un uomo libero della Mercers' Company per diritto patrimoniale. Nel 1964 è Maestro dell'azienda. È stato nominato rettore della Fondazione Ditchley nel 1961.
È stato nell'organo di governo della Abingdon School dal 1972 al 1986.

## Vita privata
Nel 1933 sposò Margaret Elizabeth Honey.
Morì a Kensington e Chelsea, Londra nel 1999, all'età di 92 anni.

## Pubblicazioni
Le pubblicazioni di Hodson includono:
- Economics of a Changing World (1933),
- The Empire in the World (1937),
- Slump and Recovery (1929, revised 1937 and 1938),
- The British Commonwealth and the Future (1939),
- Twentieth Century Empire (1948),
- Problems of Anglo-American Relations (1963),
- The Great Divide: Britain-India-Pakistan (1969), and
- The Diseconomics of Growth (1972).